# بورن (هلند)
بورن (به هلندی: Buren) یک شهرستان در هلند است که در خلدرلاند واقع شده‌است. بورن ۵ متر بالاتر از سطح دریا واقع شده‌است.

## نگارخانه

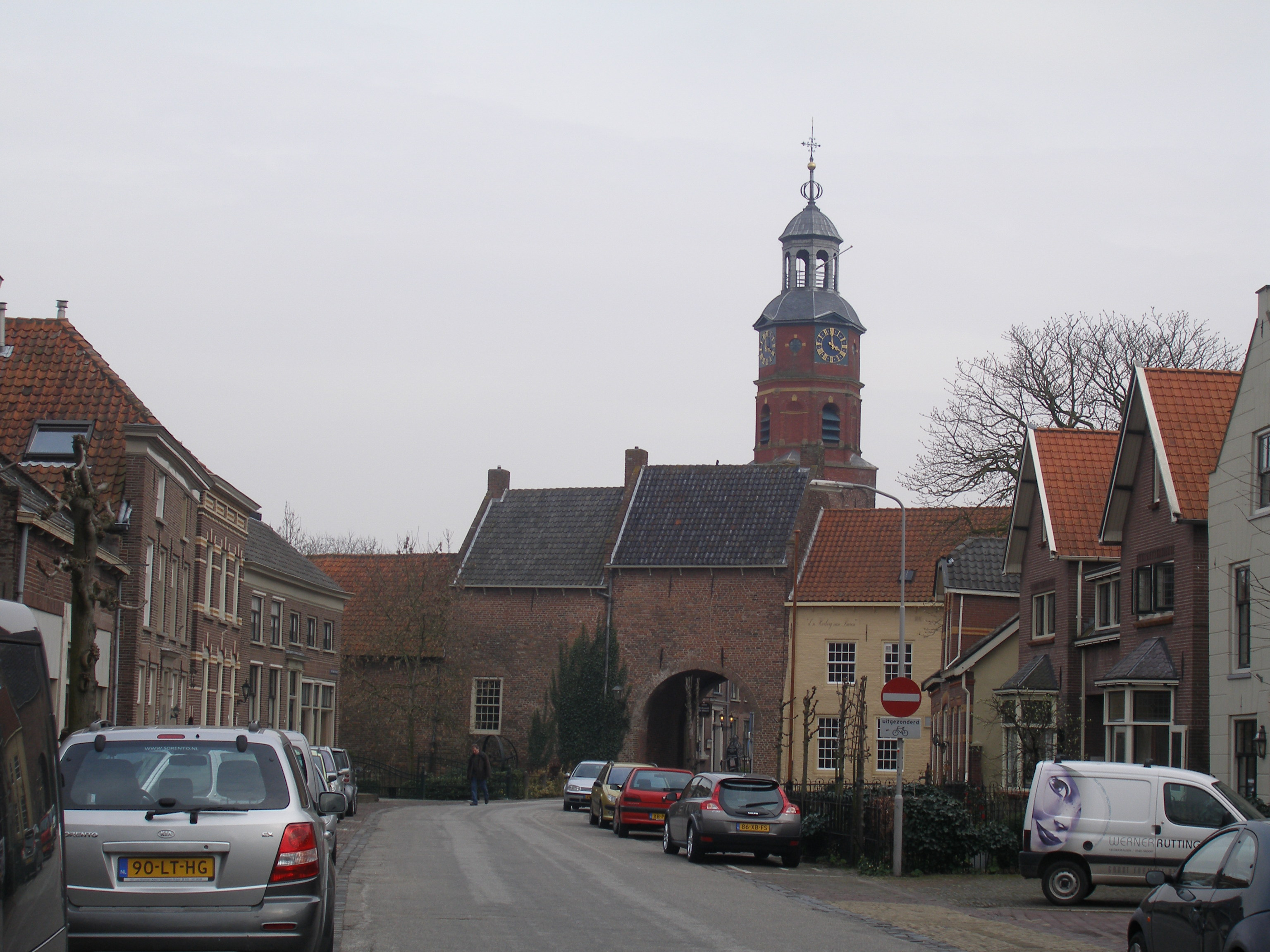
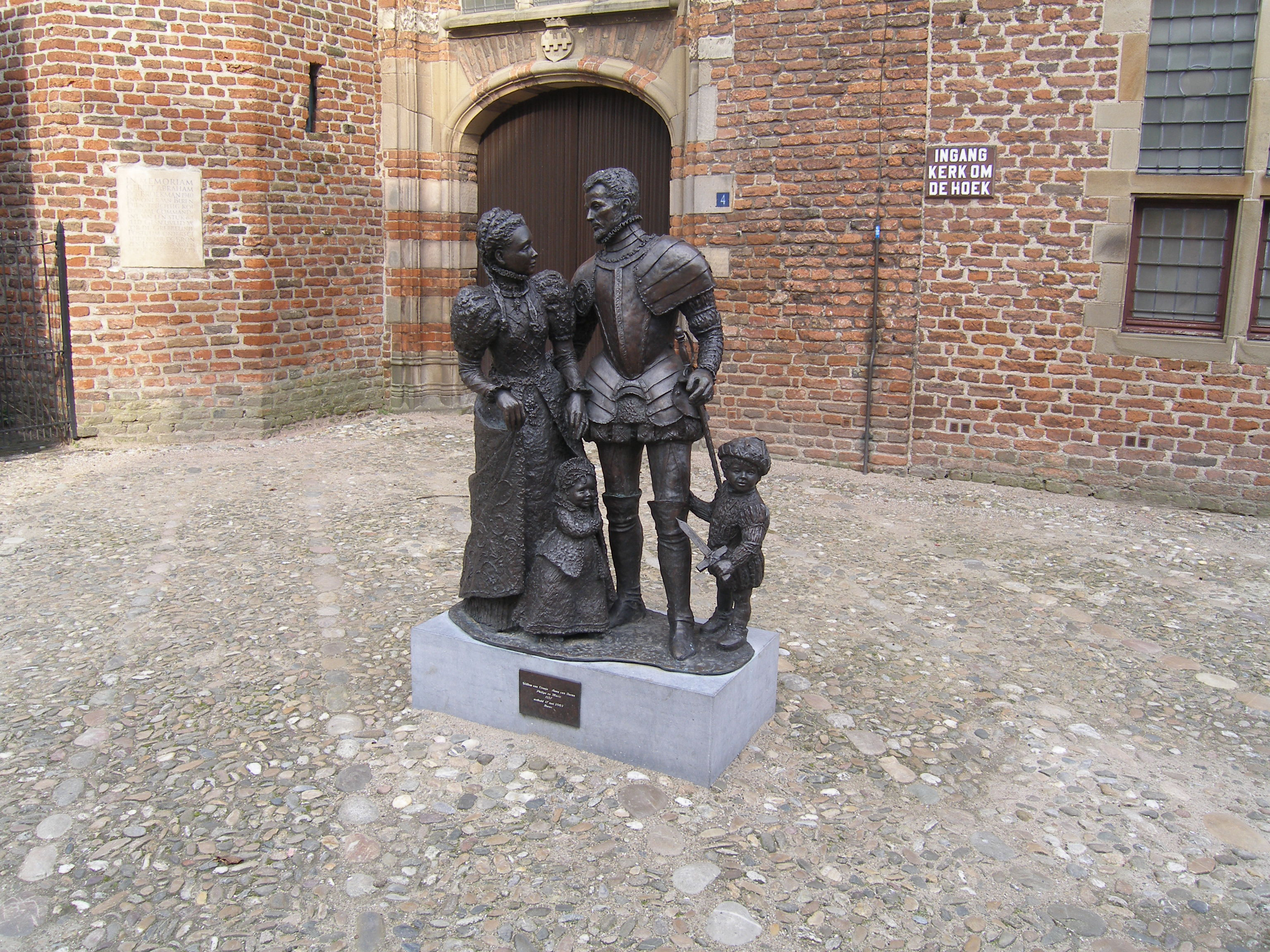
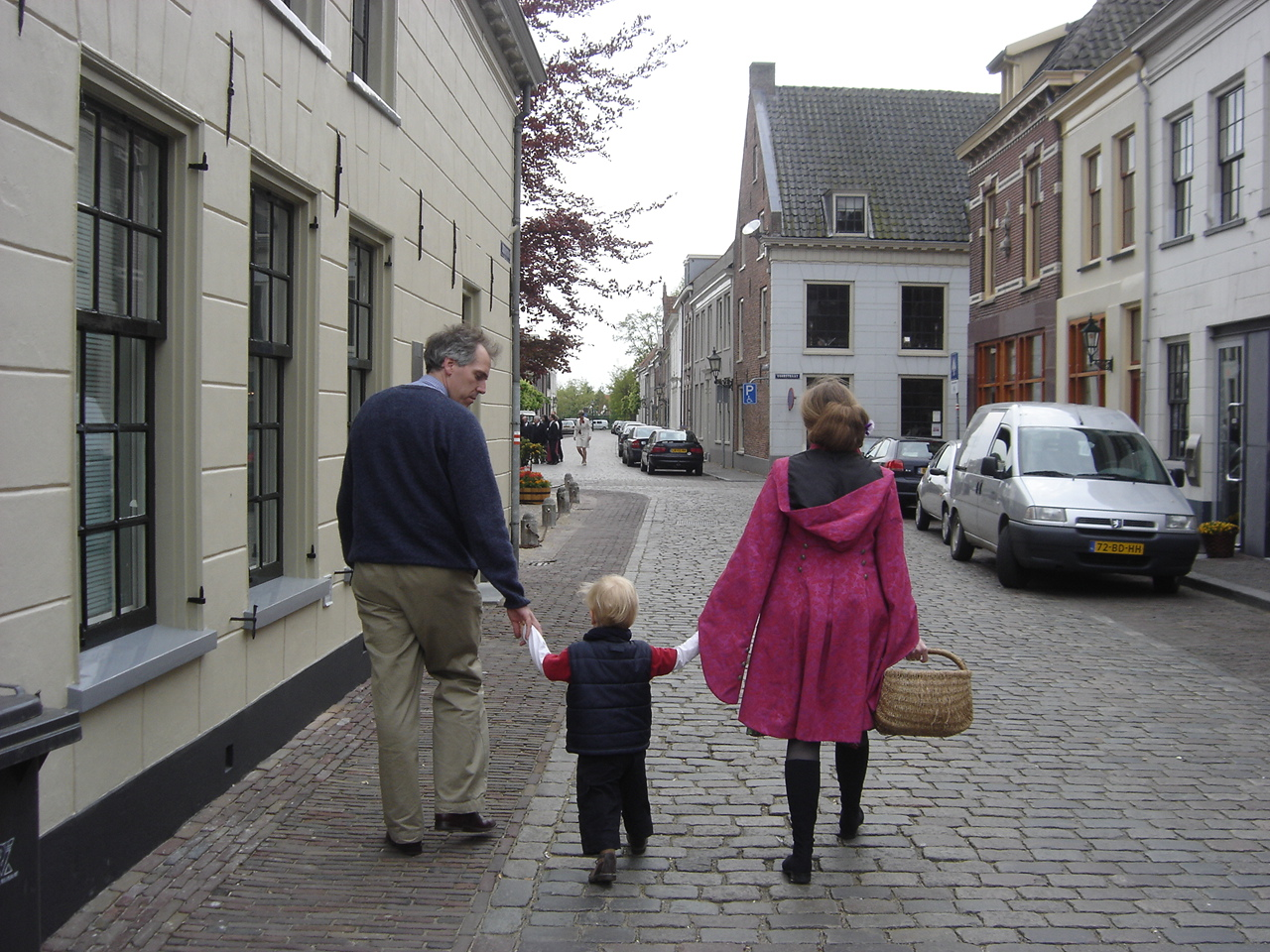
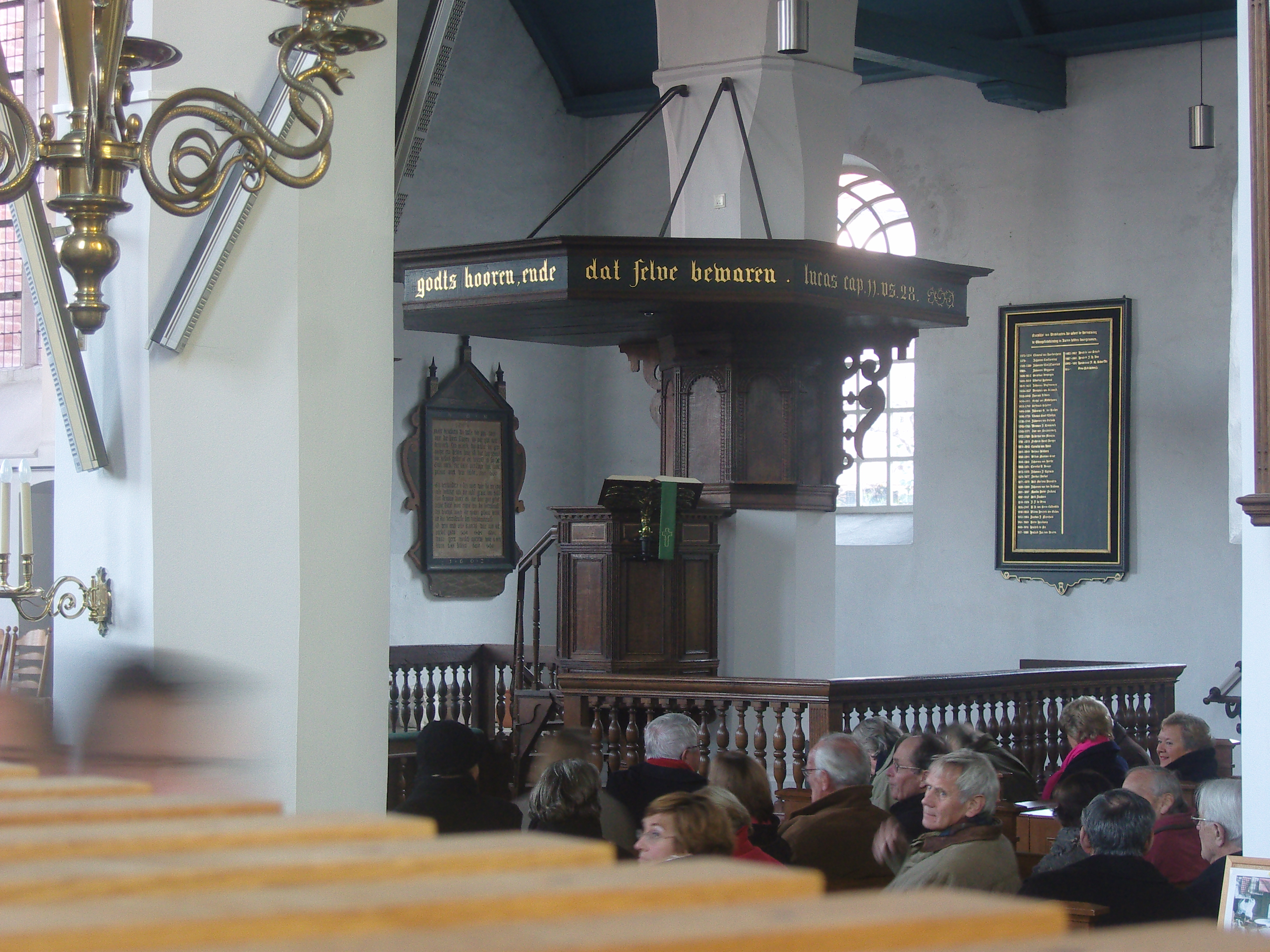
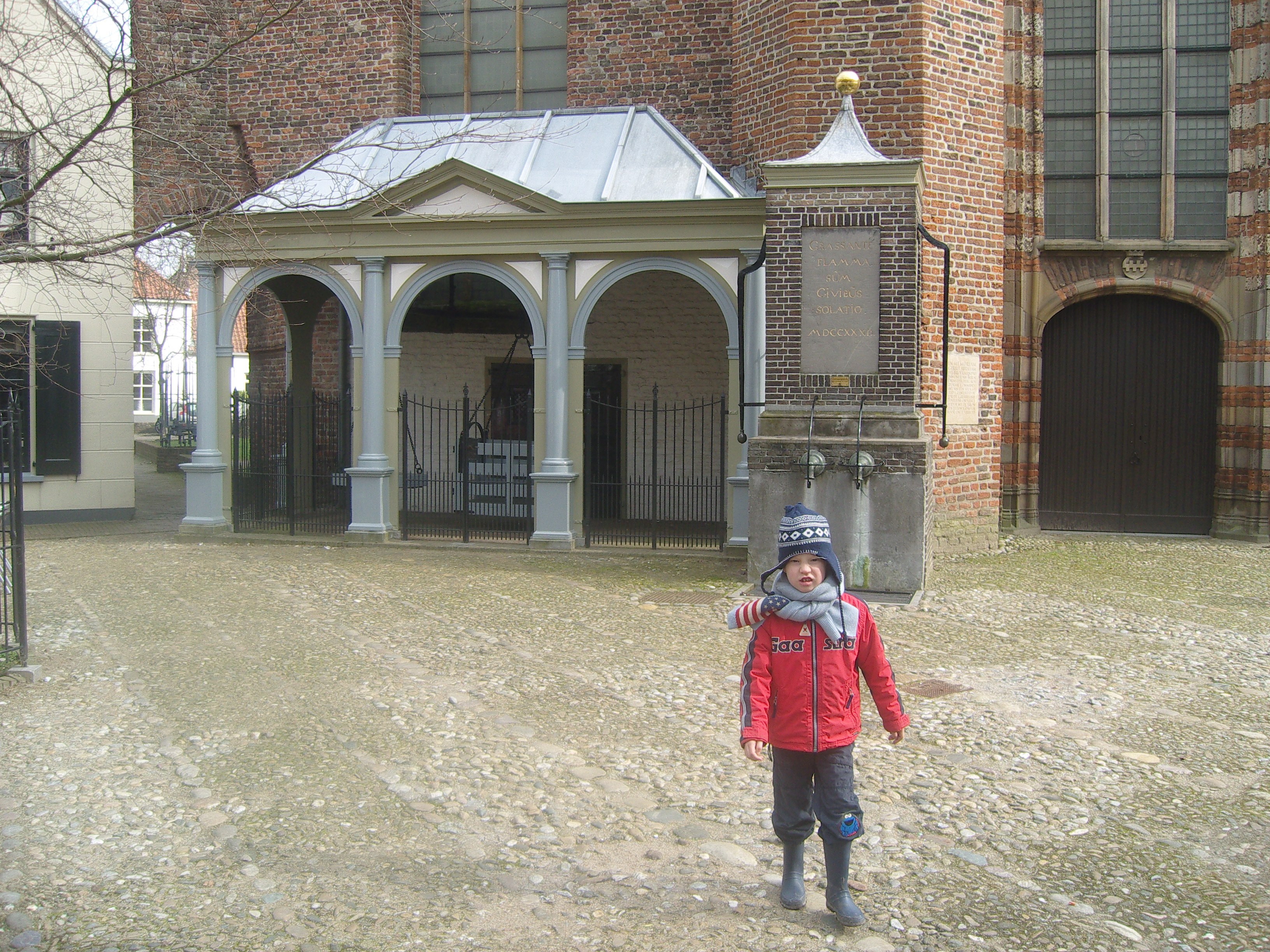
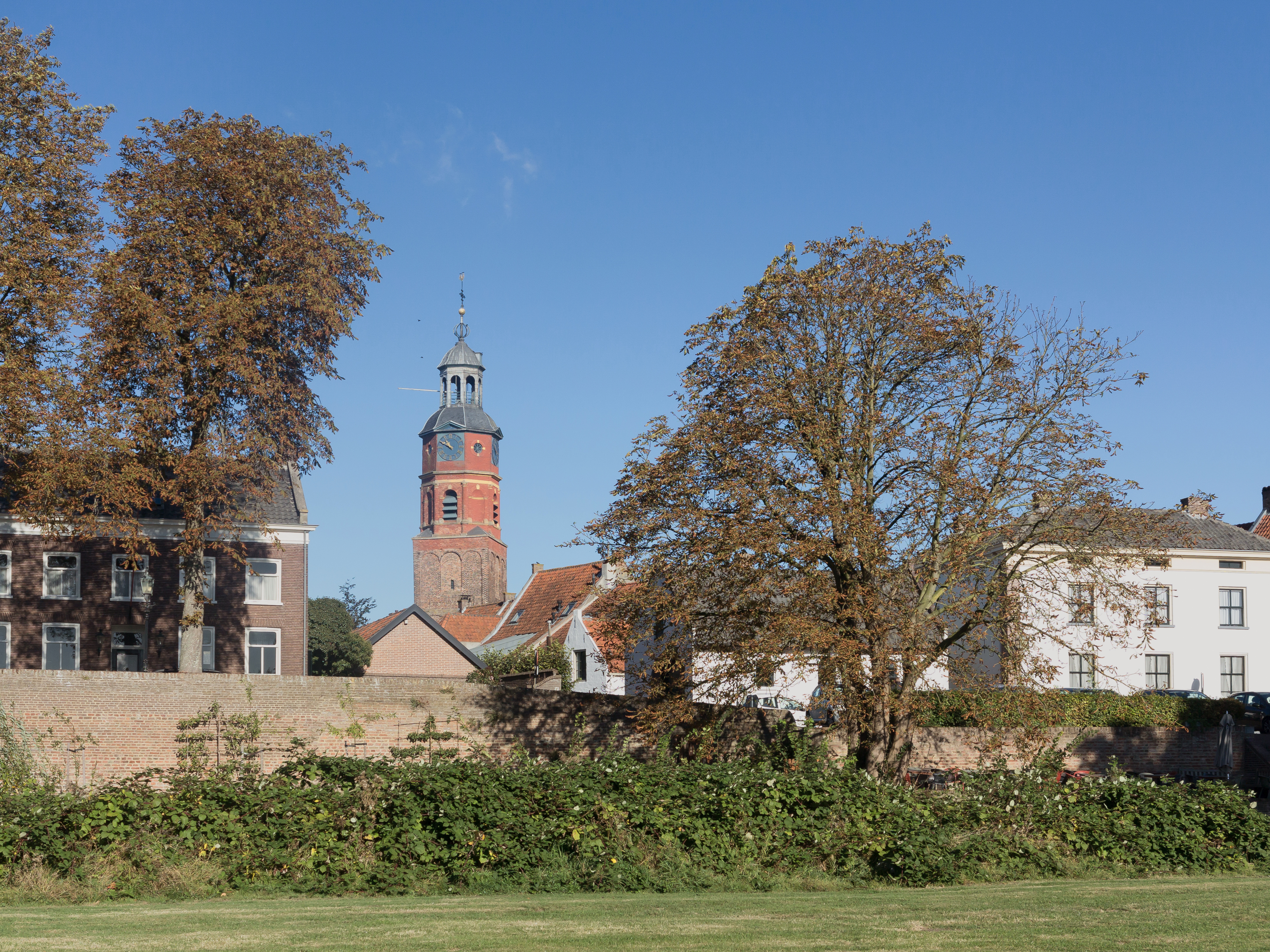
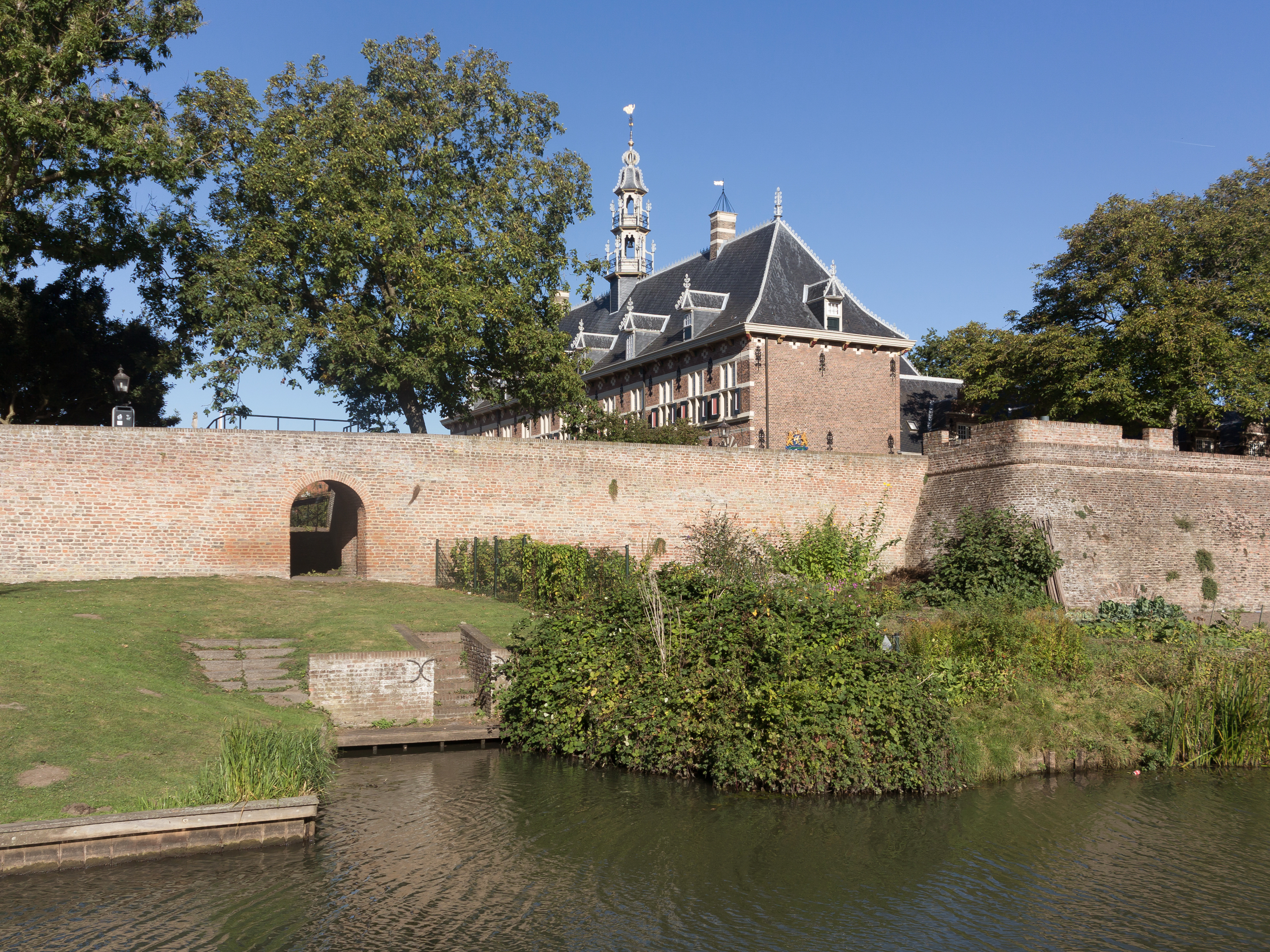